# Marianthus bignoniaceus
Marianthus bignoniaceus är en tvåhjärtbladig växtart som beskrevs av Ferdinand von Mueller. Marianthus bignoniaceus ingår i släktet Marianthus och familjen Pittosporaceae. Inga underarter finns listade.